# Giuseppe Raffo
Giuseppe Raffo, de son nom complet Giuseppe Maria Raffo, né le 9 février 1795 à Tunis et mort le 2 octobre 1862 à Paris, est un homme politique et entrepreneur parmi les plus influents de la Tunisie du XIXe siècle, à la rénovation de laquelle il a grandement contribué.

## Biographie
Son père, Giovanni Battista Felice Raffo, né en 1747, est un esclave originaire des environs de Chiavari en Ligurie, capturé en 1770 par des pirates barbaresques. Une fois affranchi, il se lance dans une activité artisanale à Tunis et sert également comme interprète pour le compte des beys de Tunis successifs : Ali II, Hammouda Pacha et Mahmoud. Il épouse Giovanna Terrazzani, née en 1760 et qui laisse à sa mort en 1823 une fille, Elena Grazia, née en 1784, et un fils, Giuseppe Maria.
Giuseppe Raffo, introduit à la cour par son père, profite de ses relations avec le frère du bey, Moustapha, qui épouse en tant que seconde femme sa sœur Elena, qui prend à la suite de sa conversion à l'islam le nom de Lalla Aïcha. En 1835, Hussein II Bey meurt et c'est Moustapha qui accède au pouvoir. À sa mort en 1837, c'est au tour de son fils Ahmed Ier Bey, qu'il avait eu avec sa première femme, une ancienne esclave tabarquine nommée Francesca Rosso, de monter sur le trône. Raffo, qui sous le règne d'Hussein II Bey est un simple bashi kasâk (préposé au vestiaire), obtient sous le règne de Moustapha le titre de premier interprète et de membre du Conseil d'État, devenant sous le règne d'Ahmed Ier — qui le considère comme son oncle — l'un des plus proches conseillers du souverain, exerçant dans la pratique les fonctions de ministre des Affaires étrangères.

### Activités politiques
Raffo inspire la politique réformatrice d'Ahmed Ier et le rapprochement progressif de la régence de Tunis avec les puissances européennes. Il conduit en 1846 une mission diplomatique au Royaume-Uni aux côtés du consul britannique à Tunis, Richard Wood, un Juif syrien du nom de Rhattab converti au catholicisme. La même année, il organise une visite d'État, la première d'un souverain tunisien à l'étranger : Ahmed Ier se rend à Paris où il obtient un succès diplomatique retentissant qui démarre le processus d'émancipation de son pays vis-à-vis de la tutelle ottomane.
Sous le règne d'Ahmed Ier, Raffo, resté un fervent catholique, favorise également le dialogue inter-religieux et obtient une reconnaissance importante des droits des sujets chrétiens et juifs du bey. Il favorise l'abolition de l'esclavage et encourage les relations avec le royaume de Sardaigne, obtenant les titres de baron (1849) puis de comte (1851).
Son dévouement à la cause du renouveau politique et social de son pays contribue à renforcer la confiance accordée par le souverain et, en même temps, à gagner la sympathie de la France, qui lui accorde la Légion d'honneur, et de l'Église, qui fait de lui un membre de l'ordre de Saint-Grégoire-le-Grand. Raffo est également en contact avec les partisans du Risorgimento italien : il compte parmi ses collaborateurs le mazzinien génois Gaetano Fedriani ; il soutient par ailleurs Giuseppe Garibaldi qui, à un moment, est employé par la marine tunisienne.
À la mort d'Ahmed Ier, les tentatives de réformes sont conduites par son successeur et cousin, Mohammed Bey, avec qui Raffo est parent : la sœur de son épouse, la Sarde Francesca Benedetta Sanna, est en effet devenue la sixième épouse du nouveau souverain après sa conversion à l'islam. Sous son règne, Raffo contribue à l'adoption du Pacte fondamental de 1857 mais, à la mort du souverain en 1859, il est chassé du pouvoir par l'étoile montante de la politique tunisienne, l'ancien esclave d'origine grecque, Mustapha Khaznadar, nommé grand vizir par Sadok Bey.
Il se retire alors de la vie publique et meurt à Paris en 1862 : le transfert de sa dépouille au cimetière catholique de Tunis, en 1863, voit la participation des plus hautes autorités de l'État, du corps diplomatique, de la communauté catholique et de représentants de toutes les autres religions du pays.

### Activités entrepreneuriales
Raffo profite des retombées de ses activités politiques pour entrer en contact avec des entrepreneurs et des financiers européens (notamment français et génois) qui favorisent la pénétration économique et commerciale étrangère en Tunisie et qui, souvent, deviennent des partenaires d'affaires. Ses intérêts sont principalement liés à l'exploitation du thon (en particulier à Sidi Daoud où son père avait déjà obtenu une concession), à l'exploitation minière et au transport maritime.
Lié en particulier à la compagnie maritime de Raffaele Rubattino, il engrange une fortune considérable grâce à l'ensemble de ses activités, au point que sa richesse devient légendaire et que sa résidence dans la banlieue élégante de La Marsa reçoit la visite de tous les voyageurs étrangers de l'époque, attirés par la renommée de ses jardins.
Ses activités économiques seront poursuivies avec des succès moindres par ses enfants et petits-enfants, propriétaires de grandes fortunes investies en partie dans une tentative de sauver de la catastrophe les finances du pays avant l'instauration du protectorat français en 1881. Après quoi, les Raffo conservent des intérêts en Tunisie, notamment dans la pêche, la gestion du patrimoine restant au sein de la famille jusqu'au début du XXe siècle, avant d'être cédée à d'autres entrepreneurs d'origine ligure.

### Activités philanthropiques
Raffo destine bon nombre de ses ressources à la communauté catholique de Tunis, formée par des Tabarquins et des Maltais avant l'immigration massive venue de Sicile. Il rénove ou fait construire des lieux de culte, soutient le travail de bienfaisance des pères capucins, particulièrement apprécié par Ahmed Ier Bey, et ne néglige pas d'aider des initiatives philanthropiques en Europe, en particulier dans sa région d'origine, la Ligurie. Il finance par exemple la reconstruction de la cathédrale de Chiavari et, par ses généreuses contributions, se voit même nommé président d'honneur de la crèche locale.

## Influence
Giuseppe Raffo est un cas intéressant d'un homme politique et d'un homme d'affaires en mesure d'agir en tant que médiateur entre deux cultures apparemment inconciliables : resté catholique et européen quant à ses goûts et sa culture, au point de faire instruire ses propres enfants à Paris, il a été constamment fidèle à la cause du pays où il est né et où il a bâti ses succès politiques et économiques.
Par ses activités, un souverain ouvert à la nécessité des réformes comme Ahmed Ier Bey a réussi à lancer une politique à long terme qui a contribué à faire de la Tunisie moderne un pays particulièrement ouvert au dialogue interculturel et aux relations avec l'Europe, sans renoncer à la matrice arabo-berbère et islamique de sa propre culture.
Dans le même temps, Raffo réussit à combiner intelligemment ces idéaux de dialogue avec ses propres affaires personnelles, devenant un exemple unique de magnat afro-européen ayant des intérêts dans tout le bassin méditerranéen et au-delà. Les événements historiques, avec l'avènement du colonialisme français et la radicalisation du nationalisme, ont contribué à éclipser la figure, par certains aspects énigmatique, d'un homme non pas divisé entre deux mondes mais au contraire en mesure de synthétiser la nécessité du dialogue entre les cultures auquel il a participé de multiples façons.

## Décorations
- Grand officier de la Légion d'honneur[1]